# مبرهنة الجذر النسبي
في الجبر، مبرهنة الجذر النسبي (بالإنجليزية: Rational root theorem)‏ هي مبرهنة تتعلق بالحلول الجذرية لمعادلة حدودية معاملاتها أعداد صحيحة.
لتكن المعادلة الحدودية
{\displaystyle a_{n}x^{n}+a_{n-1}x^{n-1}+\cdots +a_{0}=0}
حيث المعاملات أعداد صحيحة ({\displaystyle a_{i}\in \mathbb {Z} }) وحيث المعاملان الأول والأخير يختلفان عن الصفر ({\displaystyle a_{0},a_{n}\neq 0}).
كل حل نسبي لـx يمكن كتابته على شكل كسر x=p/q في ابسط صورة تحقق أن p عدد صحيح يقسم {\displaystyle a_{0}} و q عدد صحيح يقسم معامل {\displaystyle a_{n}}.

من النتائج المباشرة من المبرهنة هي أن الحل النسبي يجب أن يكون صحيحاً في حال {\displaystyle a_{n}=1}.

## البرهان
نعرف كثيرة الحدود {\displaystyle P(x)=a_{n}x^{n}+a_{n-1}x^{n-1}+\cdots +a_{0}=0} حيث {\displaystyle a_{n},\cdots ,a_{0}} أعداد صحيحة ولنفرض أن p/q حل {\displaystyle P(x)} حيث p,q أوليان نسبياً.
بالتعويض في {\displaystyle P(x)} نحصل على
{\displaystyle P(p/q)=a_{n}(p/q)^{n}+a_{n-1}(p/q)^{n-1}+\cdots +a_{1}(p/q)+a_{0}=0}
وبنقل {\displaystyle a_{0}} للطرف الآخر وضرب طرفي المعادلة في {\displaystyle q^{n}} وأخذ {\displaystyle p} كعامل مشترك نصل إلى
{\displaystyle p(a_{n}p^{n-1}+a_{n-1}qp^{n-2}+\cdots +a_{1}q^{n-1})=-a_{0}q^{n}.}
وبما أن ما بين الأقواس عدد صحيح ولكون p,q أوليان نسبياً نصل إلى أن {\displaystyle p} تقسم a0.
و بالمثل، إذا نقلنا الحد القائد {\displaystyle a_{n}} للطرف الآخر وبالضرب في {\displaystyle q^{n}} نصل إلى
{\displaystyle q(a_{n-1}p^{n-1}+a_{n-2}qp^{n-2}+\cdots +a_{0}q^{n-1})=-a_{n}p^{n}.}
و بالمثل نستنتج أن q تقسم an .

## مثال
على سبيل المثال. جميع الجذور النسبية للمعادلة

{\displaystyle 3x^{3}-5x^{2}+5x-2=0\,\!}
يجب أن يكونوا من ضمن الأعداد 

± {\displaystyle {\tfrac {1,2}{1,3}}\,,}
والذي يعطي 8 إجابات ممكنة:

{\displaystyle 1,-1,2,-2,{\frac {1}{3}},-{\frac {1}{3}},{\frac {2}{3}},-{\frac {2}{3}}\,.}
يمكن إيجاد الحل منها بالعدديد من الطرق، على سبيل المثال طريقة هورنر.

## روابط خارجية
- إيريك ويستاين، Rational Zero Theorem، ماثوورلد Mathworld (باللغة الإنكليزية).